# Gitte Nielsen
Gitte Nielsen (1969. május 12. –) dán nemzetközi női labdarúgó-játékvezető.

## Pályafutása

### Nemzetközi játékvezetés

#### Női labdarúgó-világbajnokság
A világbajnoki döntőkhöz vezető úton Egyesült Államok rendezte a 3., az 1999-es női labdarúgó-világbajnokságot, ahol a FIFA JB játékvezetőként alkalmazta.  Világbajnokságon vezetett mérkőzéseinek száma: 1.

##### 1999-es női labdarúgó-világbajnokság

###### Világbajnoki mérkőzés
| Időpont          | Helyszín                       | Mérkőzés típusa              | Mérkőzés             | Eredmény | Nézők száma |
| ---------------- | ------------------------------ | ---------------------------- | -------------------- | -------- | ----------- |
| 1999. június 24. | Soldier Field Stadion, Chicago | csoportmérkőzés (B. csoport) | Brazília–Olaszország | 2 – 0    | 65 000      |

#### Labdarúgó-Európa-bajnokság
A női európai labdarúgó torna döntőjéhez vezető úton Norvégia és Svédország együtt rendezte a 7.,  1997-es női labdarúgó-Európa-bajnokságot, ahol az UEFA JB játékvezetőként foglalkoztatta.

##### 1997-es női labdarúgó-Európa-bajnokság

###### Selejtező mérkőzés
| Időpont         | Helyszín                     | Mérkőzés típusa           | Mérkőzés            | Eredmény | Nézők száma |
| --------------- | ---------------------------- | ------------------------- | ------------------- | -------- | ----------- |
| 1996. május 25. | Kijelölt Stadion, Finnország | előselejtező (1. csoport) | Finnország–Norvégia | 0 – 2    | 100         |

###### Európa-bajnoki mérkőzés
| Időpont          | Helyszín                | Mérkőzés típusa              | Mérkőzés                    | Eredmény | Nézők száma |
| ---------------- | ----------------------- | ---------------------------- | --------------------------- | -------- | ----------- |
| 1997. június 29. | Nobelstadion, Karlskoga | csoportmérkőzés (A. csoport) | Franciaország–Spanyolország | 1 – 1    | 920         |
| 1997. július 12  | Ullevaal Stadion, Oslo  | döntő                        | Németország–Olaszország     | 2 – 0    | 2221        |